# Чановка
Ча́новка (рос. Чановка) — присілок у складі Парабельського району Томської області, Росія. Входить до складу Заводського сільського поселення.

## Населення
Населення — 14 осіб (2010; 48 у 2002).
Національний склад (станом на 2002 рік):
- росіяни — 100 %